# 新竹縣私立仰德高級中學
新竹縣仰德高級中學（英語：Yeang-Der Senior High School），簡稱仰德高中，是一所在1971年創立於臺灣新竹縣新豐鄉的私立綜合型高級中等學校。

## 學校沿革

### 演變與發展
- 1966年（民國55年）：為培育工業基層人才，配合國家建設，應地方需要，開始籌備創校。
- 1967年（民國56年）：經教育廳核准成立展開建校工作。
- 1971年（民國60年）：台灣省新竹縣私立山崎高級電子工業職業學校核准成立，電子設備修護科設立。
- 1972年（民國61年）：增設電工科、電子設備修護、電器修護及附設高級進修補習學校設立。
- 1973年（民國62年）：省議會副議長許金德先生擔任董事長，並訂5月15日為校慶。電器冷凍修護科設立。
- 1973年（民國63年）：機工科、汽車修護科、機械製圖科設立；附設高級進修補習學校設立電子設備修護科、電工科、電器冷凍修護科。
- 1979年（民國68年）：開辦機工科、汽車修護科建教合作班，電器冷凍修護科停止招生。
- 1980年（民國69年）：板金科設立。
- 1981年（民國70年）：成立電腦中心配合資訊工業發展。
- 1982年（民國71年）：新建資訊大樓
- 1986年（民國75年）：電子設備修護科更名為電子科，電工科改為電機科，機工科更名為機械科，汽車修護科更名為汽車科
- 1987年（民國76年）：新建實習大樓，資訊科設立。
- 1988年（民國77年）：更改校名為台灣省新竹縣私立仰德高級工業家事職業學校，開辦汽車修護科建教合作班，美容科設立，機械製圖科及板金科停止招生。
- 1989年（民國78年）：開辦電子設備修護科、美容科建教合作班。
- 1990年（民國79年）：許淑貞女士接任董事長
- 1994年（民國83年）：電子科停招，電子設備修護科及機工科建教合作班停止招生。
- 1995年（民國84年）：餐飲管理科、觀光事業科設立。
- 1996年（民國85年）：更改校名為台灣省新竹縣私立仰德高級工商職業學校，資料處理科設立，電機科停止招生。
- 1998年（民國87年）：實用技能班中餐廚師科設立。
- 2000年（民國89年）：實用技能班文書處理科設立。
- 2001年（民國90年）：高中部設立。
- 2002年（民國91年）：學制改制為高級中學，更名新竹縣私立仰德高級中學，附設高級進修補習學校更名為附設進修學校，同年實用技能班汽車修護科及餐飲管理科建教合作班設立。
- 2003年（民國92年）：電子商務科設立。5月，鄭富雄先生接任董事長
- 2006年（民國95年）：國中部設立，成立棒球隊培育運動人才，餐飲大樓揭牌。
- 2007年（民國96年）：棒球隊榮獲總統盃慢壘獲高中組冠軍總統召見
- 2008年（民國97年）：男女宿舍二棟落成啟用。棒球隊榮獲總統盃慢壘獲高中組冠軍總統召見
- 2009年（民國98年）：棒球隊榮獲總統盃慢壘獲高中組冠軍總統召見。8月，方昭明先生接任董事長
- 2009年（民國98年）：綜合職能科設立。
- 2010年（民國99年）：行政辦公大樓啟用
- 2015年（民國104年）：國賓實習旅館開幕，成立國賓大飯店專班。3月，林興國先生接任董事長
- 2015年（民國104年）：電商科建教班設立
- 2018年（民國107年）：成立新竹物流專班。10月，陳士魁先生接任董事長
- 2019年 (民國108年) : 設置綠光院專業窯烤披薩教室
- 2020年 (民國109年) : 設立軍警專班
- 2021年 (民國110年) : 熾焰鐵板燒餐廳設立、成立建教僑生專班
- 2025年 (民國114年) : 新設實用技能學程烘焙食品科。

### 歷任校長
| 任期 | 姓名       | 任職日期   | 卸任日期   |
| ---- | ---------- | ---------- | ---------- |
| 1    | 張自新先生 | 1971年8月  | 1972年6月  |
| 2    | 王文坦先生 | 1972年6月  | 1974年1月  |
| 3    | 周珪棟先生 | 1974年2月  | 1976年7月  |
| 4    | 郭明德先生 | 1976年7月  | 1978年7月  |
| 5    | 楊卓然先生 | 1978年8月  | 1981年9月  |
| 6    | 蕭享湖先生 | 1981年12月 | 1987年6月  |
| 7    | 尹光昌先生 | 1987年8月  | 1989年8月  |
| 8    | 戴志遠先生 | 1989年12月 | 2001年7月  |
| 9    | 葉明進先生 | 2001年8月  | 2003年12月 |
| 10   | 劉永平先生 | 2004年1月  | 2018年10月 |
| 11   | 甘能賓先生 | 2018年11月 | 2025年7月  |

## 科系簡介
- 國中部
- 高中部
  - 普通科
- 高職部
  - 餐飲管理科
  - 電子商務科
  - 時尚造型科
  - 綜合職能科
- 進修學校
  - 資料處理科
  - 餐飲管理科
- 實用技能班
  - 餐飲技術科
  - 烘焙食品科